# Чемпіонат УРСР з легкої атлетики 1990
Чемпіонат УРСР з легкої атлетики 1990 серед дорослих був проведений 24-27 липня на стадіоні «Авангард» в Луганську.
Республіканські чемпіонати з окремих дисциплін легкої атлетики були проведені окремо.

## Призери основного чемпіонату

### Чоловіки
| Дисципліни                | Золото                                                                            | Золото   | Срібло                             | Срібло   | Бронза                               | Бронза   |
| ------------------------- | --------------------------------------------------------------------------------- | -------- | ---------------------------------- | -------- | ------------------------------------ | -------- |
| 100 метрів                | Дмитро Ваняікін Київ                                                              | 10,32    | Ігор Стрельцов Запорізька обл.     | 10,36    | Олександр Надуда Харківська обл.     | 10,54    |
| 200 метрів                | Ігор Стрельцов Запорізька обл.                                                    | 21,07    | Володимир Козієнко Харківська обл. | 21,47    | Анатолій Коломоєць Закарпатська обл. | 21,60    |
| 400 метрів                | Микола Грицай Кримська обл.                                                       | 46,97    | Михайло Бондаренко Донецька обл.   | 47,14    | Леонід Яжинський Львівська обл.      | 47,52    |
| 800 метрів                | Андрій Чорноколпаков Київ                                                         | 1.47,96  | Андрій Крамінський Херсонська обл. | 1.48,60  | Юрій Букін Київ                      | 1.48,68  |
| 1500 метрів               | Андрій Чорноколпаков Київ                                                         | 3.50,36  | Леонід Ляшенко Тернопільська обл.  | 3.50,50  | Володимир Рудюк Волинська обл.       | 3.50,60  |
| 5000 метрів               | Володимир Буханов Одеська обл.                                                    | 14.06,82 | Петро Сарафінюк Київ               | 14.07,32 | Василь Гураль Львівська обл.         | 14.07,98 |
| 10000 метрів              | Володимир Буханов Одеська обл.                                                    | 30.02,92 | Петро Сарафінюк Київ               | 14.07,32 | Олександр Загоруйко Вінницька обл.   | 30.05,80 |
| 110 метрів з бар'єрами    | Володимир Білоконь Кіровоградська обл.                                            | 13,4h    | В'ячеслав Іващенко Черкаська обл.  | 13,5h    | Геннадій Дакшевич Харківська обл.    | 13,6h    |
| 400 метрів з бар'єрами    | В'ячеслав Оринчук Київ                                                            | 51,22    | Вадим Подолянко Рівненська обл.    | 51,26    | Віталій Твердохліб Львівська обл.    | 51,28    |
| 3000 метрів з перешкодами | Іван Твардовський Тернопільська обл.                                              | 8.47,30  | Анатолій Резник Київська обл.      | 8.48,40  | Валентин Мартинюк Житомирська обл.   | 8.49,00  |
| 4×100 метрів              | Запорізька обл.Олексій Чихачов Олександр Стрельцов Андрій Сущенко Олег Крамаренко | 40,48    | Дніпропетровська обл.              | 40,71    | Черкаська обл.                       | 42,04    |
| 4×400 метрів              | Львівська обл.                                                                    | 3.15,22  | Дніпропетровська обл.              | 3.17,98  | Харківська обл.                      | 3.19,58  |
| Стрибки у висоту          | В'ячеслав Голушко Київ                                                            | 2,22     | Юрій Сергієнко Луганська обл.      | 2,19     | Сергій Серебрянський Донецька обл.   | 2,19     |
| Стрибки з жердиною        | Василь Бубка Донецька обл.                                                        | 5,81     | Сергій Фоменко Донецька обл.       | 5,60     | Олександр Черняєв Київ               | 5,50     |
| Стрибки в довжину         | Ігор Стрельцов Запорізька обл.                                                    | 8,09     | Вадим Кобилянський Харківська обл. | 7,95     | Олег Семираз Тернопільська обл.      | 7,77     |
| Потрійний стрибок         | Олександр Малецький Кіровоградська обл.                                           | 16,93    | В'ячеслав Шкарпов Харківська обл.  | 16,83    | Роман Синтельов Київ                 | 16,61    |
| Штовхання ядра            | Роман Вірастюк Івано-Франківська обл.                                             | 19,48    | Андрій Немчанінов Київ             | 19,10    | Юрій Іванів Рівненська обл.          | 19,05    |
| Метання диска             | Андрій Кохановський Дніпропетровська обл.                                         | 59,16    | Геннадій Костюченко Сумська обл.   | 58,72    | Юрій Викшин Київ                     | 58,04    |
| Метання молота            | Валерій Кочерга Запорізька обл.                                                   | 77,86    | Андрій Скварук Рівненська обл.     | 77,22    | Віктор Байгуш Запорізька обл.        | 76,44    |
| Метання списа             | Сергій Гаврась Сумська обл.                                                       | 76,12    | Андрій Мазніченко Київ             | 76,06    | Володимир Фурдило Волинська обл.     | 72,64    |

### Жінки
| Дисципліни                | Золото                                                                                  | Золото   | Срібло                                                         | Срібло   | Бронза                               | Бронза   |
| ------------------------- | --------------------------------------------------------------------------------------- | -------- | -------------------------------------------------------------- | -------- | ------------------------------------ | -------- |
| 100 метрів                | Ірина Слюсар Дніпропетровська обл.                                                      | 11,17    | Антоніна Слюсар Дніпропетровська обл.                          | 11,29    | Ірина Кот Київ                       | 11,50    |
| 200 метрів                | Антоніна Слюсар Дніпропетровська обл.                                                   | 22,97    | Ірина Слюсар Дніпропетровська обл.                             | 23,20    | Наталія Колованова Харківська обл.   | 23,74    |
| 400 метрів                | Аеліта Юрченко Одеська обл.                                                             | 53,16    | Людмила Кощей Київ                                             | 54,45    | Наталія Грабар Кіровоградська обл.   | 55,25    |
| 800 метрів                | Олена Сторчова Київ                                                                     | 2.01,68  | Світлана Гук Харківська обл.                                   | 2.03,48  | Світлана Романовська Запорізька обл. | 2.03,97  |
| 1500 метрів               | Олена Сторчова Київ                                                                     | 4.20,84  | Світлана Гук Харківська обл.                                   | 4.21,33  | Надія Корнєва Харківська обл.        | 4.21,88  |
| 3000 метрів               | Наталія Лагункова Чернігівська обл.                                                     | 9.24,38  | Ніна Анікієнко Київ                                            | 9.24,62  | Надія Корнєва Харківська обл.        | 9.24,83  |
| 10000 метрів              | Марія Василюк Львівська обл.                                                            | 34.32,18 | Тетяна Джабраїлова Кримська обл.                               | 34.43,93 | Ніна Анікієнко Київ                  | 35.20,60 |
| 100 метрів з бар'єрами    | Наталія Колованова Харківська обл.                                                      | 13,24    | Алла Князєва Дніпропетровська обл.                             | 13,37    | Людмила Христосенко Луганська обл.   | 13,52    |
| 400 метрів з бар'єрами    | Тетяна Терещук Луганська обл.                                                           | 57,98    | Галина Кащеєва Дніпропетровська обл.                           | 58,41    | Надія Коновалова Житомирська обл.    | 59,20    |
| 2000 метрів з перешкодами | Анжеліка Аверкова Кримська обл.                                                         | 6.25,83  | Наталія Лагункова Чернігівська обл.                            | 6.30,54  | Ольга Стефанишина Тернопільська обл. | 6.31,32  |
| 4×100 метрів              | Дніпропетровська обл.Алла Мотіна Марина Козакова Антоніна Слюсар Ірина Слюсар           | 45,47    | Харківська обл.                                                | 47,09    | Львівська обл.                       | 48,40    |
| 4×400 метрів              | Дніпропетровська обл.Алла Мотіна Світлана Гордійченкова Галина Кащеєва Тетяна Мадибадзе | 3.41,78  | КиївТетяна Підгорна Олена Сторчова Тетяна Логвин Людмила Кощей | 3.42,94  | Харківська обл.                      | 3.45,90  |
| Стрибки у висоту          | Галина Михайлова Тернопільська обл.                                                     | 1,92     | Лариса Серебрянська Донецька обл.                              | 1,86     | Лариса Григоренко Київ               | 1,86     |
| Стрибки в довжину         | Олена Семираз Тернопільська обл.                                                        | 6,80     | Алла Нечипорець Рівненська обл.                                | 6,63     | Тетяна Котова Дніпропетровська обл.  | 6,42     |
| Потрійний стрибок         | Олена Семираз Тернопільська обл.                                                        | 13,51    | Тетяна Котова Дніпропетровська обл.                            | 13,38    | Олена Михайлова Донецька обл.        | 13,00    |
| Штовхання ядра            | Валентина Федюшина Кримська обл.                                                        | 18,71    | Людмила Андреасян Дніпропетровська обл.                        | 17,95    | Надія Лукинів Івано-Франківська обл. | 17,23    |
| Метання диска             | Ольга Нікішина Луганська обл.                                                           | 63,54    | Лариса Дробаха Одеська обл.                                    | 61,60    | Світлана Дорохова Київ               | 61,34    |
| Метання молота            | Олена Рогачевська Київська обл.                                                         | 59,06    | Олена Дьягольченко Київ                                        | 54,08    | Ольга Малахова Луганська обл.        | 50,58    |
| Метання списа             | Зінаїда Дорожон Дніпропетровська обл.                                                   | 55,02    | Тетяна Абросимова Харківська обл.                              | 54,90    | Наталія Шитова Київ                  | 52,18    |

## Інші чемпіонати
- Зимовий чемпіонат УРСР з метань був проведений 28-29 січня в Ялті.
- Чемпіонат УРСР з легкоатлетичного кросу був проведений 16 лютого в Євпаторії.
- Чемпіонат УРСР зі спортивної ходьби був проведений 1 квітня в Києві на верхньому ядрі Республіканського стадіону.
- Чемпіонат УРСР з легкоатлетичних багатоборств був проведений 21-22 червня у Львові.
- Чемпіонат УРСР з марафонського бігу був проведений 21 жовтня в Ужгороді.

### Чоловіки
| Дисципліни               | Золото                            | Золото    | Срібло                       | Срібло  | Бронза                         | Бронза  |
| ------------------------ | --------------------------------- | --------- | ---------------------------- | ------- | ------------------------------ | ------- |
| Метання диска (зимовий)  |                                   |           |                              |         |                                |         |
| Метання молота (зимовий) |                                   |           |                              |         |                                |         |
| Метання списа (зимовий)  |                                   |           |                              |         |                                |         |
| Крос                     |                                   |           |                              |         |                                |         |
| Ходьба 20000 метрів      | Анатолій Горшков Київ             | 1:22.35,8 | Ігор Пастерук Волинська обл. | 1:23.21 | Володимир Сойка Львівська обл. | 1:24.42 |
| Десятиборство            | Павло Тарновецький Львівська обл. | 7790      | Ігор Олійник Київ            | 7706    | Володимир Дерев'янчук Київ     | 7563    |
| Марафон                  |                                   |           |                              |         |                                |         |

### Жінки
| Дисципліни               | Золото                         | Золото  | Срібло                        | Срібло  | Бронза                            | Бронза  |
| ------------------------ | ------------------------------ | ------- | ----------------------------- | ------- | --------------------------------- | ------- |
| Метання диска (зимовий)  |                                |         |                               |         |                                   |         |
| Метання молота (зимовий) |                                |         |                               |         |                                   |         |
| Метання списа (зимовий)  |                                |         |                               |         |                                   |         |
| Крос                     |                                |         |                               |         |                                   |         |
| Ходьба 10000 метрів      | Олена Веремейчук Київська обл. | 46.56   | Галина Кичма Львівська обл.   | 47.22   | Наталія Дегтярьова Львівська обл. | 47.34   |
| Семиборство              |                                |         |                               |         |                                   |         |
| Марафон                  | Олена Семенова Запорізька обл. | 2:43.31 | Наталія Репешко Київська обл. | 2:44.37 | Тетяна Мазура Сумська обл.        | 2:50.40 |